# Landschap met baders
Landschap met baders is een schilderij van de Noord-Nederlandse schilders Joris van der Haagen en Nicolaes Berchem in het Rijksmuseum in Amsterdam.

## Voorstelling
Het stelt een meer voor in een bos met op de voorgrond enkele mannen, die zich drogen na het zwemmen. In het water bevinden zich nog enkele figuren. Links is een herder te zien met wat vee. Een schaap, een koe en ook de hond van de herder drinken van het meer.

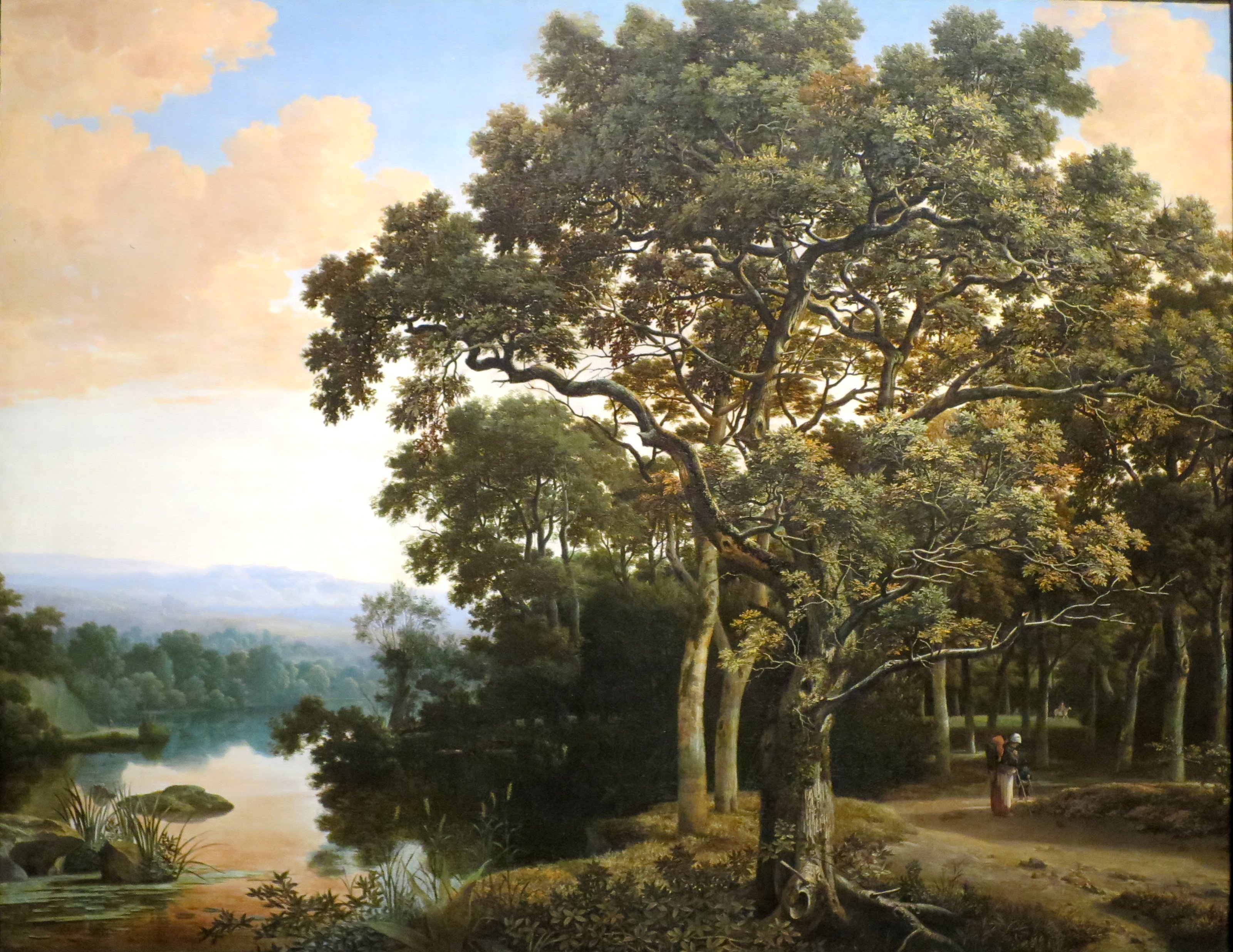
Joris van der Haagen. Boslandschap met reizigers. 1650-1660. Columbus (Ohio), Columbus Museum of Art.

## Toeschrijving
De figuren op de voorgrond en de beesten links zijn geschilderd door Nicolaes Berchem. Zijn handtekening is prominent aanwezig onder, rechts van het midden. Het landschap zelf met zijn grillige boompartijen en doorkijkje is geschilderd door Joris van der Haagen, een gevraagd landschapsschilder uit die tijd. Van der Haagen werkte vaker samen met andere schilders, onder meer met de gevogelteschilder Dirck Wyntrack en de schilder Ludolf de Jongh.

## Herkomst
Het werk wordt voor het eerst vermeld in de catalogus van de boedelveiling van Johan Goll van Franckenstein op 1 juli 1833 bij veilinghuis Jeronimo de Vries in Amsterdam. Tegen het jaar 1850 was het in het bezit van Johannes Rombouts (1772-1850) in Dordrecht, die zijn kunstverzameling naliet aan zijn neef Leendert Dupper (1799-1870). Dupper breidde deze verzameling vervolgens uit en liet deze in 1870 per legaat na aan het Rijksmuseum. Het werk werd in 1959 door het Rijksmuseum overgedragen of in bruikleen gegeven aan de Dienst voor 's Rijks Verspreide Kunstvoorwerpen (tegenwoordig Rijksdienst voor het Cultureel Erfgoed). Daarna werd het door de Dienst voor 's Rijks Verspreide Kunstvoorwerpen of het Rijksmuseum in bruikleen gegeven aan het Museum voor Moderne Kunst Arnhem (tegenwoordig het Museum Arnhem).